# Cantata Laxatón
Cantata Laxatón es el segundo álbum del conjunto argentino de instrumentos informales Les Luthiers, lanzado en 1972.
La grabación se llevó a cabo en los Estudios Ion de la ciudad de Buenos Aires entre los meses de junio y agosto de 1972, y la edición la realizó el sello discográfico Trova. En dicha grabación participaron los 7 integrantes de Les Luthiers con los que contaba el grupo en aquel entonces (Ernesto Acher, Carlos López Puccio, Jorge Maronna, Gerardo Masana, Marcos Mundstock, Carlos Núñez Cortés y Daniel Rabinovich). Para la pieza Cantata Laxatón también fueron contratados un tenor, un bajo, una soprano, una contralto y una orquesta sinfónica.
Los textos del disco estuvieron a cargo de Marcos Mundstock, mientras que la dirección musical quedó en manos de Carlos López Puccio.
El disco se lanzó al mercado en agosto de 1972, y hasta el día de hoy se puede conseguir en compañías discográficas.

## Lista de canciones
Lado A
1. Cantata Laxatón 17:29

Lado B
1. Bolero de Mastropiero (original del espectáculo Opus Pi, 1971) 5:04
2. Tristezas del Manuela (original del espectáculo Opus Pi, 1971) 3:59
3. Pieza en forma de tango (original del espectáculo Opus Pi, 1971) 3:39
4. Si no fuera santiagueño (original del espectáculo Recital '72, 1972) 4:11
5. Vals del segundo 3:04